# Boerderij

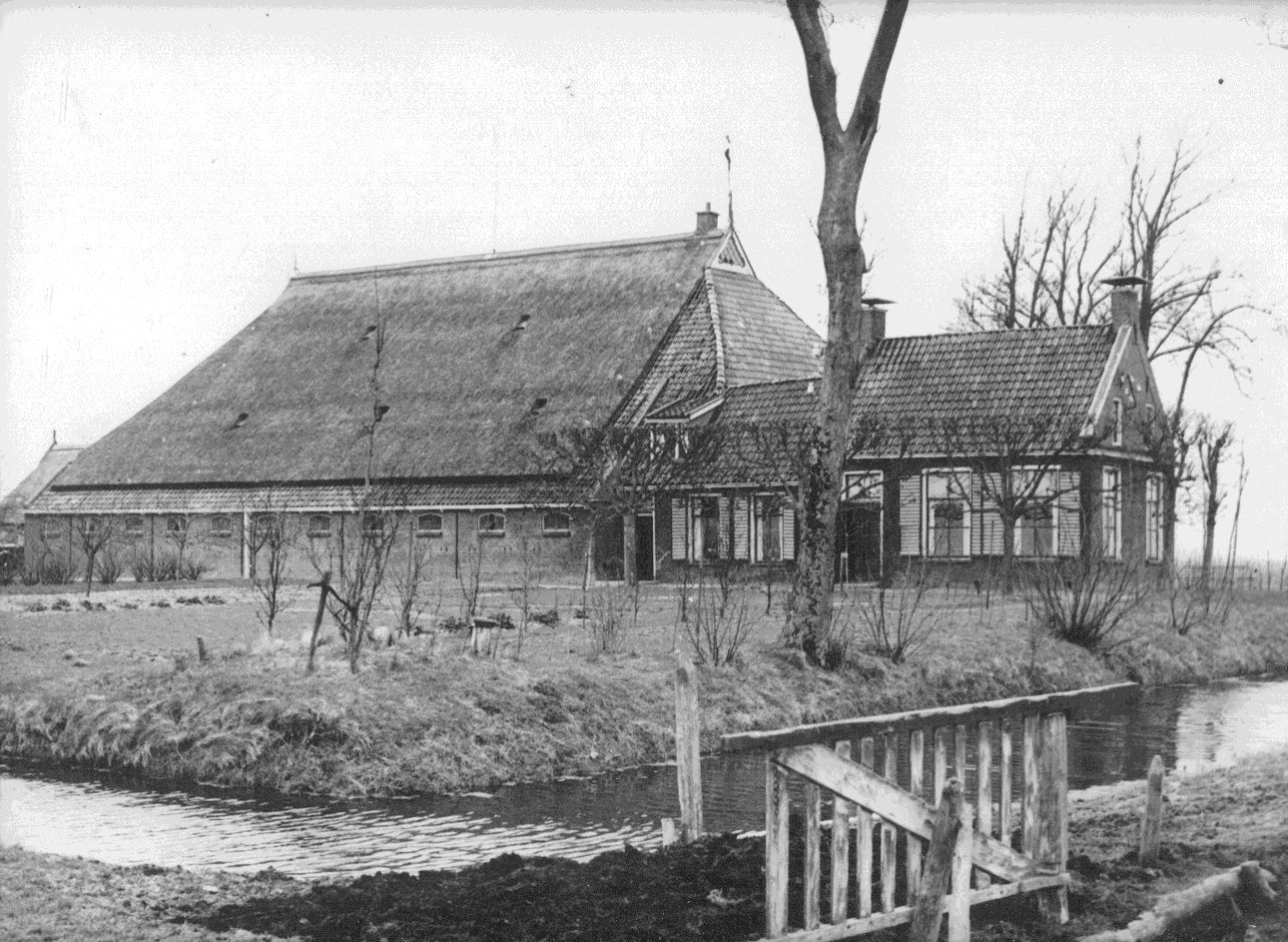
Kop-hals-rompboerderij, eind jaren veertig

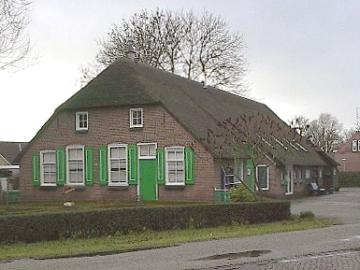
Een boerderij in Rouveen

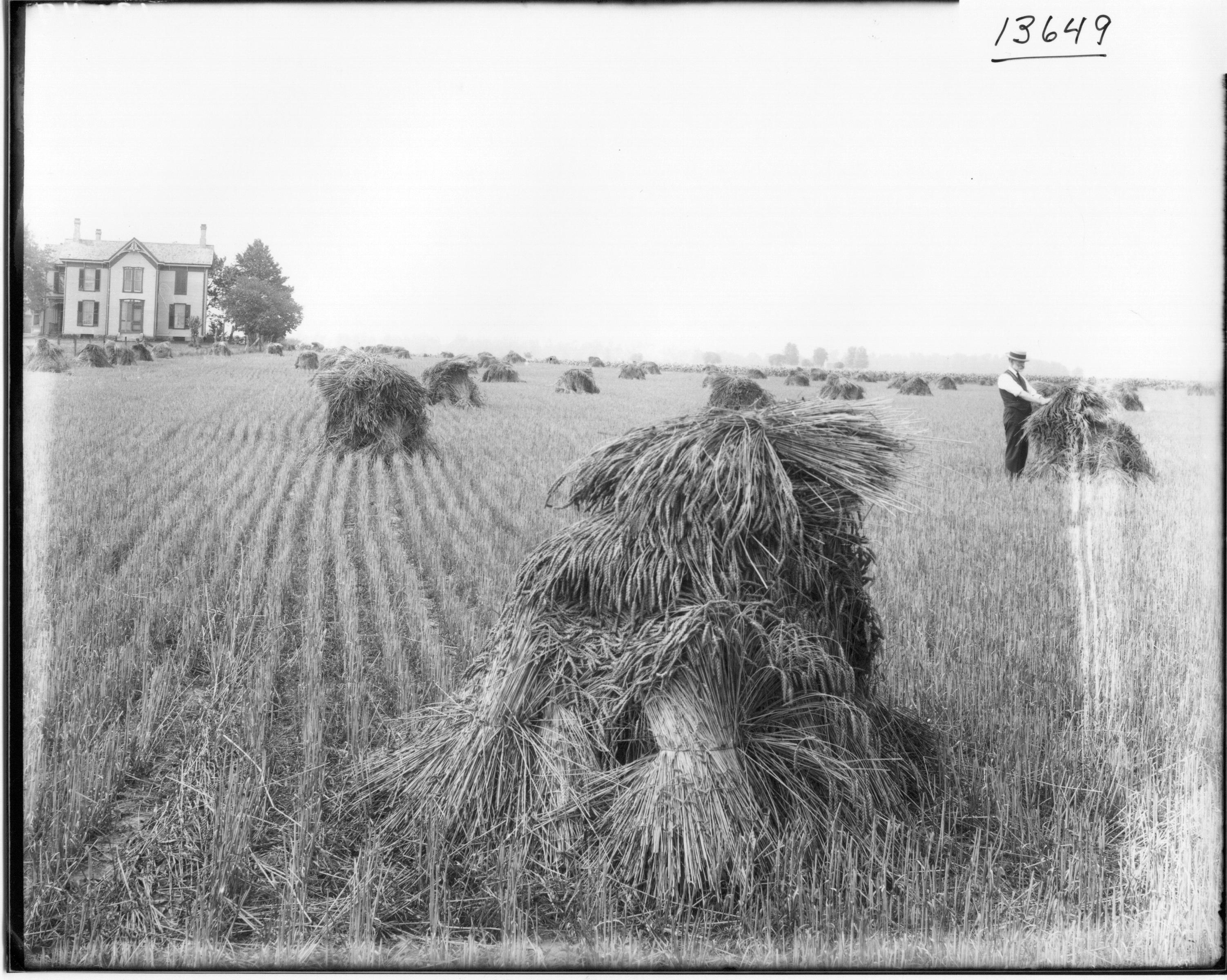
Boerderij in Oxford, Ohio, 1914

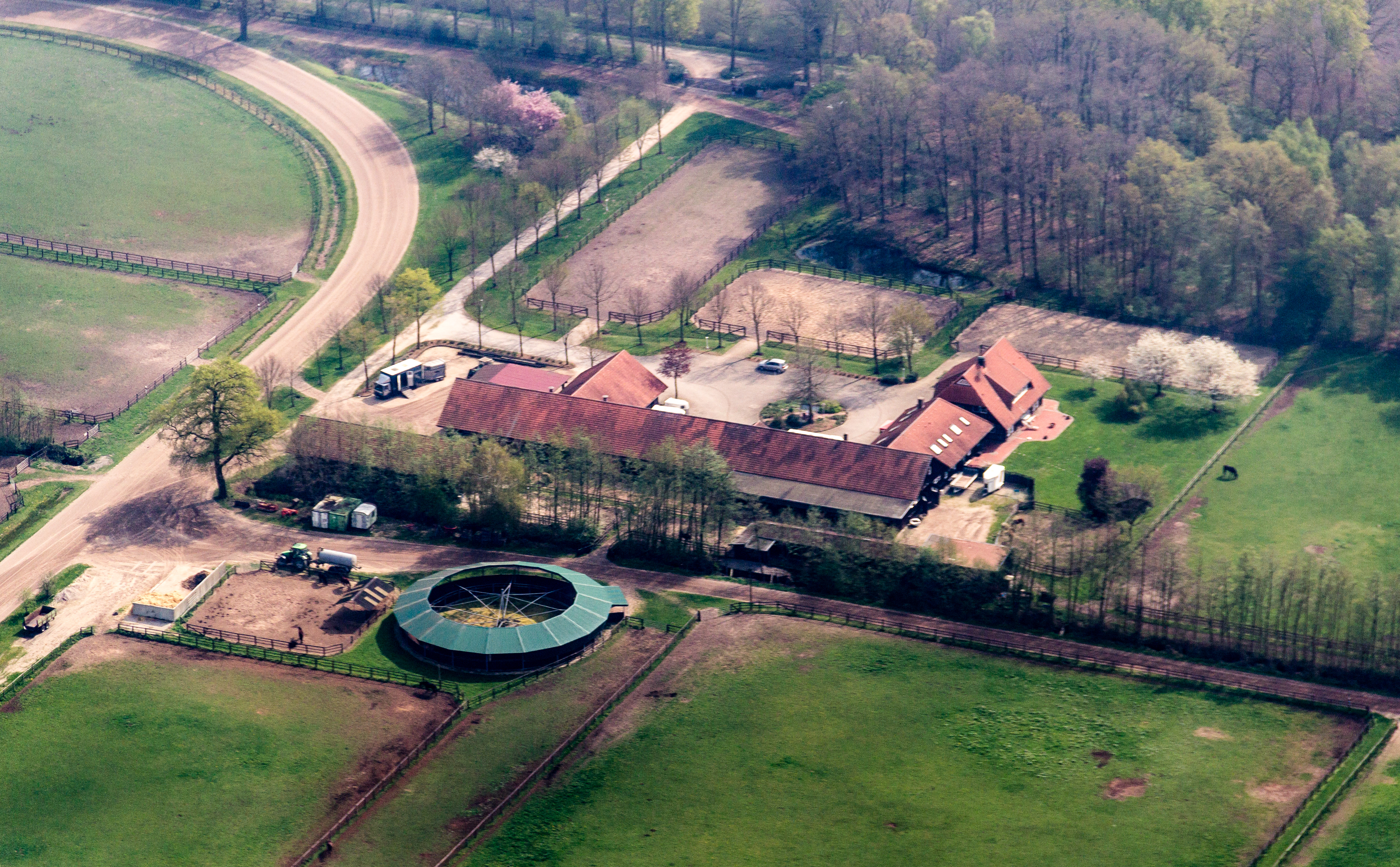
Modern landbouwbedrijf in Dülmen, Nordrhein-Westfalen

Een boerderij, hoeve of hofstede is de woning annex bedrijfsruimte van een agrarisch bedrijf. Vaak wordt met een boerderij ook het complete boerenbedrijf bedoeld, inclusief woonhuis, erf, weiland, bouwland, stallen, schuren en verdere inrichting. In een aantal Europese talen, waaronder het Engels, Deens, Spaans en Portugees, wordt onderscheid gemaakt tussen het eigenlijke boerenhuis (farmhouse, bondehus, casa rural of cortijo) en het landbouwbedrijf (farm, bondegård, granja of quinta); in andere talen zijn beide termen grotendeels synoniem.
Boerderijen worden doorgaans onderscheiden naar boerderijtypen, waarbij zowel de uiterlijke vorm als de bedrijfsvoering centraal kan staan. Traditionele boerderijtypen waren vaak regionaal gebonden, moderne typen zijn eerder functioneel verschillend.

## Benamingen
In verschillende delen van Nederland/Vlaanderen heeft een boerderij soms een afwijkende naam of aanduiding:
- Heerd (met name in Groningen)
- Pleats (Friesland) of ploats (Groningen)
- Zathe  of erve (Oost-Nederland)
- Hof of boerenhofstee (in Zeeland en West-Vlaanderen)
- Hoeve (in verschillende delen van Nederland)
- Keuterij (een kleine boerderij)
- Uithof, een kloosterboerderij, in Groningen voorwerk genoemd

Een ontginningsboerderij is een boerderij van waaruit woeste gronden werden ontgonnen, dat wil zeggen de grond werd voor landbouw (akkerbouw) geschikt gemaakt. Om de grond te ontginnen was het nodig bomen te kappen, natte gronden droog te leggen (bedijken, water onttrekken) of droge zandgronden vochtiger en vruchtbaarder te maken.
Een proefboerderij is een instelling waar met nieuwe landbouwtechnieken wordt geëxperimenteerd. Een modelboerderij is een bedrijf dat door het gebruik van nieuwe technieken een voorbeeldfunctie heeft voor zijn omgeving. Een kinderboerderij is geen boerderij in strikte zin, maar een plaats waar dieren gehouden worden die kinderen aanspreken en die door kinderen kunnen worden geaaid.
Langzaamaan verdwijnen de oude boerderijen van het platteland, niet alleen in Nederland en België, ook elders in Europa. Na de Tweede Wereldoorlog veranderde de bedrijfsvoering, waardoor men andere eisen aan de gebouwen ging stellen. In Oost-Europa werden de middelgrote en grote landbouwbedrijven genationaliseerd en omgezet in grootschalige agrarische ondernemingen.